# Gajus Antonius
Gajus Antonius (82–42 f.Kr.) var den anden søn af Marcus Antonius Creticus og Julia, og dermed yngre bror til triumviren Marcus Antonius.

## Liv

### Tidlige liv
Ligesom begge sine brødre var Gajus' opvækst præget af manglende faderlig vejledning, mange skandaler, fester og harsardspil.

### Borgerkrig
Under Cæsars borgerkrig var Gajus en af Julius Cæsars legater (49 f.Kr.) og blev betroet forsvaret af Illyrien mod Pompejus' støtter og med felttoget for at genvinde de byer, der allerede var blevet erobret af oprørere og Pompejus' mænd. Gajus blev betroet den 24. legion og halvdelen af den nye 28. legion. På vejen til Illyrien blev Antonius opsporet af en pompejansk flåde. Ledet af centurion Titus Pullo nægtede mændene at kæmpe og blev dermed forrædere. Det blev derefter fortalt at de kæmpede i slaget ved Dyrrachium.

### Cæsars diktatur
Sammen med alle medlemmer af Antonius-slægten blev han derefter forfremmet til høje embeder i cursus honorum. I 44 f.Kr. var Gajus stadprætor, mens hans brødre Marcus Antonius og Lucius Antonius var henholdsvis konsul og tribun.

### Mordet på Cæsar og tiden derefter
Efter mordet på Cæsar blev Gajus (som kejser) udnævnt til guvernør i den romerske provins Makedonien. Marcus Junius Brutus og de andre mordere valgte imidlertid Makedonien som tilflugtssted fra Octavian, og efter at have nedkæmpet Gajus, fratog de ham hans guvernørskab. Brutus så først ud til at behandle ham generøst, men da han fandt ud af, at han forsøgte at overtale hans tropper til mytteri, og med det fornylige mord på Cicero, som skete på hans brors ordre, beordrede Brutus til sidst hans død.